# الانتخابات الرئاسية المنغولية 2017
الانتخابات الرئاسية المنغولية 2017 هي انتخابات رئاسية عقدت في 26 جوان 2017.

## النتائج
| المترشحون                | الحزب                     | الدورة الأولى | الدورة الأولى | الدورة الثانية | الدورة الثانية |
| المترشحون                | الحزب                     | الأصوات       | %             | الأصوات        | %              |
| ------------------------ | ------------------------- | ------------- | ------------- | -------------- | -------------- |
| باتولغا خالتماء          | الحزب الديمقراطي المنغولي | 517,478       | 38.64         |                |                |
| بابمانيوجين باد اردان    | حزب الشعب المنغولي        | 411,748       | 30.75         |                |                |
| سينكوجين غانباتار        | حزب الشعب الثوري المنغولي | 409,899       | 30.61         |                |                |
| الاصوات البيضاء والباطلة | الاصوات البيضاء والباطلة  | 18,663        | –             |                | –              |
| المجموع                  | المجموع                   | 1,357,788     | 100           |                |                |
| المسجلين                 | المسجلين                  | 1,978,298     | 68.27         |                |                |
| المصدر: Ikon             |                           |               |               |                |                |